# Туровець Микита Гнатович
Мики́та Гна́тович Турове́ць (нар. 11 жовтня 1917 — пом. 14 квітня 1979) — радянський військовик, Герой Радянського Союзу (1945).

## Біографія
Народився 1917 року в селі Ведильці (зараз Чернігівський район Чернігівської області України) у селянській родині. Закінчив 7 класів, пряцював рахівником у колгоспі.
З 1937 року на службі у Червоної армії. Закінчив у 1941 році Мінське військове піхотне училище.
На фронтах німецько-радянської війни з червня 1941 року. Війну зустрів на Західному фронті, потім воював на Брянському фронті, далі — на Сталінградському.
У квітні 1945 року частини Першого Білоруського фронту Червоної армії вели наступ на Берлін. В складі 35-ї механізованої бригади діяв і 3-й мотострілецький батальйон, яким командував майор Туровець. Бої були надзвичайно важкими. Втрати радянських танкових частин, що наступали попереду мотострілецьких частин, становили до 90% наявного на початок наступу складу. За таких умов батальйону Туровця вдалося обійти оборонні позиції німецьких військ, озброєних протитанковими установками, і, загрожуючи їм оточенням, примусити відступити, залишивши на полі бою важку зброю. Його батальйону через тиждень після цього успіху вдалось також першим пробитись до берега річки Шпрее і зустрітись з частинами Червоної Армії, що наступали назустріч. Так кільце оточення навколо центру Берліна замкнулось. Опір противника став слабнути і 2 травня 1945 року залишки берлінського гарнізону німецької армії склали зброю.
31 травня 1945 року Микиті Гнатовичу Туровцю присвоєно звання Героя Радянського Союзу.
Після війни продовжив службу в армії. В 1948 році закінчив Військову академію імені Фрунзе.
З 1970 року полковник М.Г.Туровець у запасі. Жив у Чернігові. Працював заступником управляючого трестом «Общепит». Помер 1979 року. Похований у селі Ведильці.

## Вшанування пам'яті
Іменем Микити гнатовича Туровця названо одну з вулиць села Ведильці. Також на будинку у Чернігові, де мешкав полковник Туровець, встановлено меморіальну дошку.